# Còctel molotov

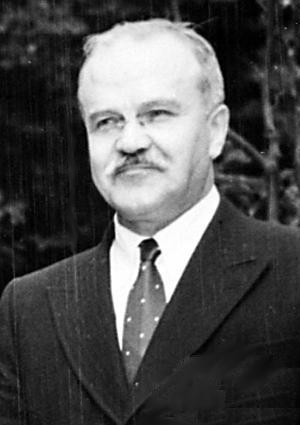
Viatxeslav Mólotov

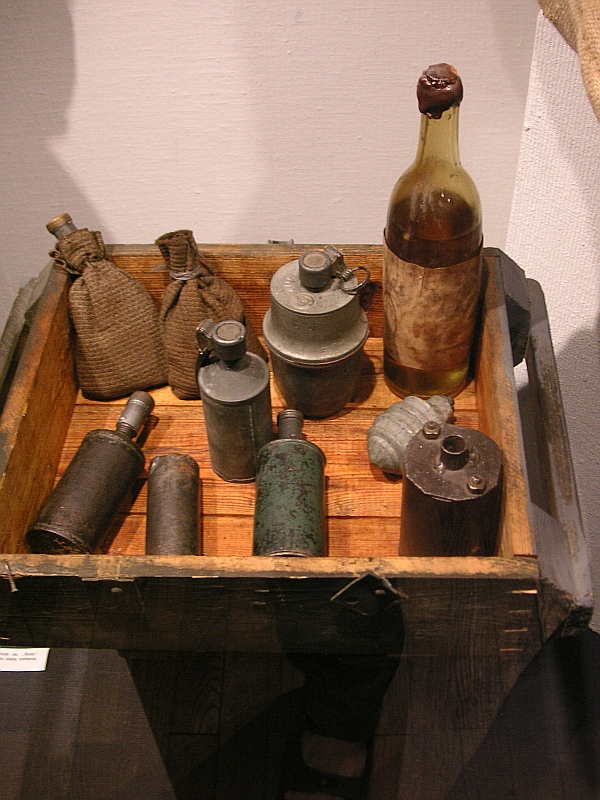
Còctel molotov i granades artesanals, utilitzades durant la insurrecció de Varsòvia

El còctel molotov és un tipus de dispositiu incendiari de fabricació casolana, on es mesclen oli de motor amb certs productes inflamables (com ara benzina) dins d'una ampolla de vidre tancat al qual s'hi afegeix un drap o tros de tela xop de líquid inflamable a la seva boca que fa de metxa. S'encén la metxa i es llença sobre l'objectiu. En trencar-se el vidre, la benzina s'escampa i, en contacte amb la flama, crema. L'oli de motor fa que la benzina s'adhereixi a qualsevol superfície.

## Ús
En els models clàssics, un drap o tros de roba a la boca d'una ampolla de vidre (originalment s'utilitzaven ampolles d'alcohol) serveix com a metxa. S'encén la metxa i es llança. En trencar el vidre, el contingut s'escampa alhora que entra en contacte amb la flama i s'incendia, de tal manera que genera una petita explosió. L'oli de motor fa que la gasolina s'adhereixi a qualsevol superfície.
S'ha emprat principalment en els conflictes urbans, donada la seva fàcil elaboració i baix cost. Durant la Segona Guerra Mundial va tenir gran èxit com a arma antitancs. Es va utilitzar inicialment durant la Guerra Civil Espanyola per part dels revoltats, donada l'escassetat de mitjans amb què comptaven en un principi, contra els tancs lleugers T-26 amb els quals els soviètics van dotar l'exèrcit del bàndol republicà per a la defensa de Madrid.

## Història

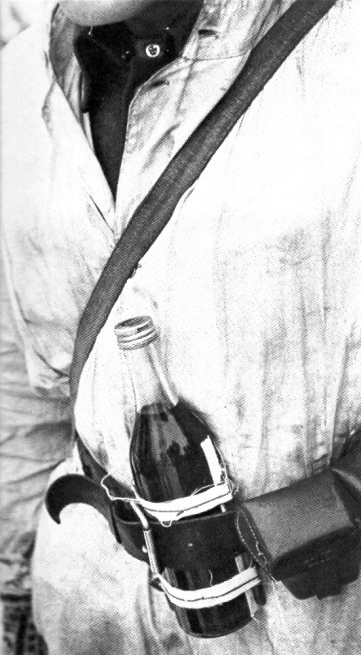
Soldat finlandès amb un còctel molotov durant la Guerra d'hivern.

Van ser emprats per primer cop a la Guerra civil espanyola. El seu nom però, és més tardà. Prové de quan l'aleshores ministre de l'Interior i de la Guerra de la Unió Soviètica durant la Segona Guerra Mundial, Viatxeslav Mólotov, comunicava per ràdio a la població finlandesa, que l'exèrcit rus no estava bombardejant-los sinó enviant-los aliments; l'exèrcit finlandès contestà que, ja que "Molotov posa el menjar, nosaltres posarem els còctels". Van tenir un gran èxit com a arma antitancs donat que en models antics els dipòsits de combustible estaven exposats, i sovint s'han emprat en els conflictes urbans amb manifestacions violentes o motins en nombrosos països contra la policia antiavalots, atesa la seva fàcil elaboració i el seu baix cost.

### Segona Guerra Mundial

#### Finlàndia

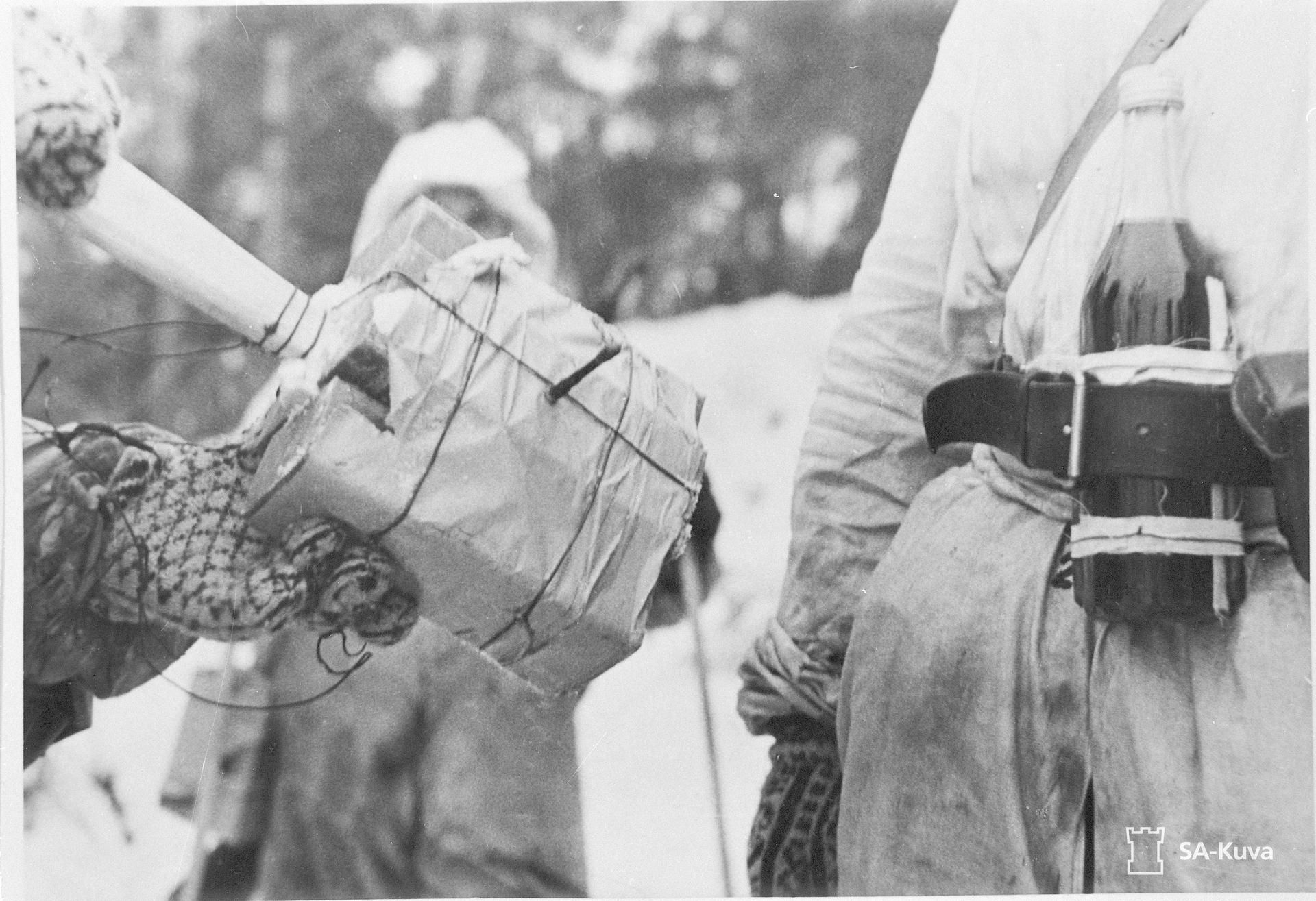
Soldats finlandesos a la Guerra d'Hivern. Els tancs van ser destruïts amb càrregues satchel i còctels Molotov. L'ampolla té fòsfors de tempesta en lloc d'un drap com a metxa.

El 30 de novembre de 1939, la Unió Soviètica va atacar Finlàndia, iniciant el que es va conèixer com la Guerra d'Hivern. El Finlandès va perfeccionar el disseny i l'ús tàctic de la bomba de gasolina. El combustible per al còctel Molotov es va refinar a una barreja lleugerament enganxosa d'alcohol, querosè, quitrà i clorat de potassi. Altres perfeccionaments van incloure la col·locació de fòsfors a prova de vent o una ampolla de productes químics que s'encendria en trencar-se, eliminant així la necessitat de pre-encendre l'ampolla, i es va descobrir que deixar l'ampolla buida en un terç aproximadament en feia més probable el trencament.
Un informe del War Office britànic datat el juny de 1940 assenyalava que:
"La política dels finlandesos era permetre que els tancs russos penetressin en les seves defenses, fins i tot induint-los a fer-ho "canalitzant-los" a través de buits i concentrant el foc de les seves armes petites sobre la infanteria que els seguia. Els tancs que penetraven eren enfrontats pel foc dels canons a camp obert i per petits grups d'homes armats amb càrregues explosives i bombes de gasolina als boscos i pobles... L'essència de la política era la separació d'AFVs de la infanteria, ja que una vegada en solitari el tanc té molts punts cecs i una vegada detingut pot ser eliminat a plaer.
Els còctels molotov van acabar sent produïts en massa per la corporació Alko a la seva destil·leria de Rajamäki, empaquetats amb llumins per encendre'ls. La producció va assolir els 450.000 exemplars durant la Guerra d'Hivern. La recepta original del còctel Molotov era una barreja d'etanol, quitrà i benzina en una ampolla de 750 ml. L'ampolla tenia dos llargs fòsfors de tempesta pirotècnics units a cada costat. Abans d'utilitzar-les, s'encenia un o els dos llumins; quan l'ampolla es trencava per l'impacte, la barreja s'encenia. Es va comprovar que els llumins de tempesta eren més segurs d'utilitzar que un drap encès a la boca de l'ampolla.

#### Regne Unit

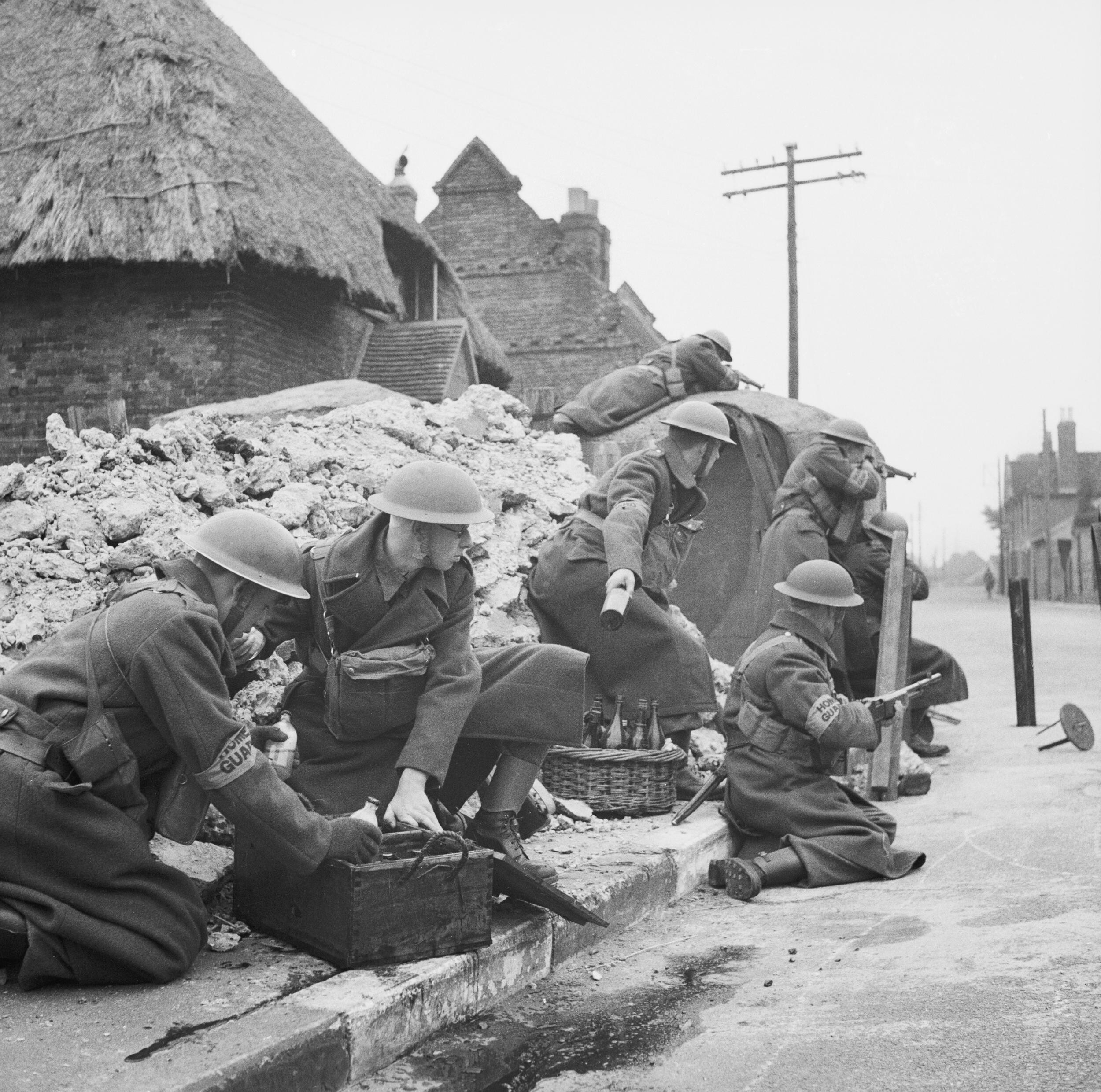
Un esquadró de soldats de la Guàrdia Nacional entrenant per defensar un carrer amb bombes molotov.

A principis del 1940, amb els preparatius britànics contra la invasió de la Segona Guerra Mundial, les possibilitats de la bomba de gasolina es van apoderar de la imaginació del públic britànic. Per als profans, la bomba de benzina tenia l'avantatge d'utilitzar materials totalment familiars i disponibles, i es van improvisar ràpidament en grans quantitats, amb la intenció d'utilitzar-les contra els tancs enemics.
Els finlandesos havien comprovat que eren eficaços quan es feien servir de forma correcta i en nombre suficient. Tot i que l'experiència de la Guerra Civil Espanyola va rebre més publicitat, les tàctiques de guerra del petroli més sofisticades dels finlandesos no van passar desapercebudes per als comandants britànics. En el seu discurs del 5 de juny als líders de la LDV, General Ironside va dir:
"Vull desenvolupar aquesta cosa que van desenvolupar a Finlàndia, anomenada "còctel Molotov", una ampolla plena de resina, gasolina i quitrà que si es llança damunt d'un tanc s'encendrà, i si es llança mitja dotzena o més sobre ell els tens cuits. És una cosa força efectiva. Si pots fer servir el teu enginy, et dono una foto d'un bloc [de carretera] amb dues cases a prop del bloc, amb vista a ell. Hi ha molts pobles així. Per les finestres superiors és el lloc per deixar caure aquestes coses sobre el tanc quan passa per la quadra. Pot ser que només l'aturi durant dos minuts allà, però serà força efectiu."
Tom Wintringham, un veterà de les Brigades Internacionals, va advertir que un tanc aïllat de la infanteria de suport era potencialment vulnerable als homes que tenien la determinació i l'astúcia necessàries per acostar-s'hi. Els fusells o fins i tot una escopeta serien suficients per persuadir la tripulació que tanqués totes les escotilles, i aleshores la visió des del tanc és molt limitada; una metralladora muntada a la torreta té un recorregut molt lent i no pot esperar rebutjar els atacants que vénen de totes les direccions. Quan està prou a prop, és possible amagar-se on l'artiller del tanc no pot veure: "La distància més perillosa d'un tanc és de 200 iardes; la distància més segura és de sis polzades". Les bombes de gasolina aviat produiran un núvol de fum encegador, i un paquet explosiu ben col·locat o fins i tot una barra de ferro robusta a les vies pot immobilitzar el vehicle, deixant-lo a mercè de més bombes de gasolina- que asfixiaran el motor i possiblement a la tripulació- o una càrrega explosiva o una mina antitanc.
A l'agost de 1940, l'Oficina de Guerra va elaborar instruccions d'entrenament per a la creació i l'ús de còctels Molotov. Les instruccions suggerien marcar les ampolles verticalment amb un diamant per assegurar-ne el trencament i proporcionar un drap amarat en combustible, llumins a prova de vent o un tros de pel·lícula de cinema (llavors composta de nitrocel·lulosa altament inflamable) com a font d'ignició.
El 29 de juliol del 1940, els fabricants Albright & Wilson d'Oldbury van demostrar a la RAF com el seu fòsfor blanc podia utilitzar-se per encendre bombes incendiàries. La demostració va consistir a llançar ampolles de vidre que contenien una barreja de gasolina i fòsfor a trossos de fusta ia una cabana. En trencar-se, el fòsfor va quedar exposat a l'aire i es va encendre espontàniament; la benzina també es va cremar, provocant un ferotge incendi. Per motius de seguretat, la RAF no estava interessada en les municions de fòsfor blanc com a font d'ignició, però la idea d'una bomba de benzina autoinflamable es va imposar. Inicialment coneguda com a bomba A.W., es va denominar oficialment Granada núm. 76, però es coneix més comunament com a granada SIP (Self-Igniting Phosphorus). La llista perfeccionada d'ingredients era fòsfor blanc, benzè, aigua i una tira de dues polzades de goma crua; tot això en una ampolla de mitja pinta segellada amb un tap de corona. Amb el temps, el cautxú es dissoldria lentament, fent que el contingut fos lleugerament enganxós, i la barreja se separaria en dues capes; això era intencionat, i la granada no havia de agitar-se per barrejar les capes, ja que això només endarreriria la ignició. Quan es llançava contra una superfície dura, el vidre es trencava i el contingut s'encenia instantàniament, alliberant fums asfixiants de pentòxid de fòsfor i diòxid de sofre, a més de produir una gran quantitat de calor. Es van donar instruccions estrictes per emmagatzemar les granades de manera segura, preferiblement sota l'aigua i, per descomptat, mai en una casa. Lliurada principalment a la Guàrdia Nacional Britànica com a arma antitanc, es va produir en grans quantitats; a l'agost de 1941 se n'havien fabricat més de 6.000.000.
Hi va haver molts que es van mostrar escèptics sobre l'eficàcia dels còctels Molotov i les granades SIP contra els tancs alemanys més moderns. El dissenyador d'armes Stuart Macrae va ser testimoni d'una prova de la granada SIPs a l'Aeròdrom de Farnborough: "Hi va haver certa preocupació que, si els conductors dels tancs no podien aturar-se prou ràpid i saltar, era probable que morissin encrespats, però després de veure les ampolles van dir que estarien encantats d'arriscar-se". Es va demostrar que els conductors tenien raó, ja que les proves realitzades als moderns tancs britànics van confirmar que les granades Molotov i SIP no causaven als ocupants dels tancs "cap inconvenient". Wintringham, encara que entusiasmat amb les armes improvisades, va advertir contra la dependència dels còctels molotov i va subratllar repetidament la importància d'utilitzar càrregues explosives.

#### Estats Units
L'exèrcit nord-americà va designar els còctels Molotov com a granades frangibles. Presentaven una notable quantitat de variants, des de les que utilitzaven un fi combustible amb variats sistemes d'ignició, fins a les que utilitzaven obscurants i armes químiques. Es van desenvolupar diversos dissenys de granades frangibles, sent les investigades pel NDRC les de més nivell tecnològic. Aquests artefactes incendiaris empraven els farcits més avançats tecnològicament en el conflicte.
La Granada Frangible M1 era el dispositiu estàndard dels EUA, però cada divisió de l'exèrcit podia idear el seu propi. Es van desenvolupar dos models no industrials d'aquestes granades i es van fabricar en certa quantitat. En total, se'n van fabricar unes cinc mil. Les granades frangibles comptaven amb encenedors químics estandarditzats, alguns eren específics per a cada farciment inflamable.
La majoria dels artefactes frangibles es feien de forma improvisada, sense estandardització quant a l'ampolla i el farciment. Les granades frangibles van ser finalment declarades obsoletes, a causa del seu molt limitat efecte destructiu.
Es van subministrar 1.107 frangibles, tipus M1, NP a la marina i les seves unitats per al seu ús al camp a Iwo Jima.

#### Altres fronts de la Segona Guerra Mundial
L'Exèrcit Nacional Polonès va desenvolupar una versió que s'encenia amb l'impacte sense necessitat de metxa. La ignició es produïa per una reacció entre l'àcid sulfúric concentrat barrejat amb el combustible i una barreja de clorat de potassi i sucre que es cristal·litzava de la solució en un drap adherit a l'ampolla.
Durant la campanya noruega de 1940, l'exèrcit noruec, en mancar d'armament antitanc adequat, va haver de recórrer a les bombes de gasolina ia altres armes improvisades per lluitar contra els blindats alemanys. Les instruccions enviades a les unitats de l'exèrcit l'abril de 1940 per l'Alt Comandament noruec van animar els soldats a iniciar la producció ad hoc de "còctels Hitler" (una versió diferent del sobrenom finlandès de l'arma) per lluitar contra els tancs i els carros blindats. Durant la campanya va haver-hi casos en què aquestes bombes de gasolina van ser força eficaços contra els tancs més lleugers emprats a Noruega per Alemanya, com el Panzer I i el Panzer II.
El Cos de Marines dels Estats Units va desenvolupar una versió durant la Segona Guerra Mundial que utilitzava un tub de àcid nítric i un tros de sodi metàl·lic per encendre una barreja de gasolina i gasoil.

### Guerra moderna

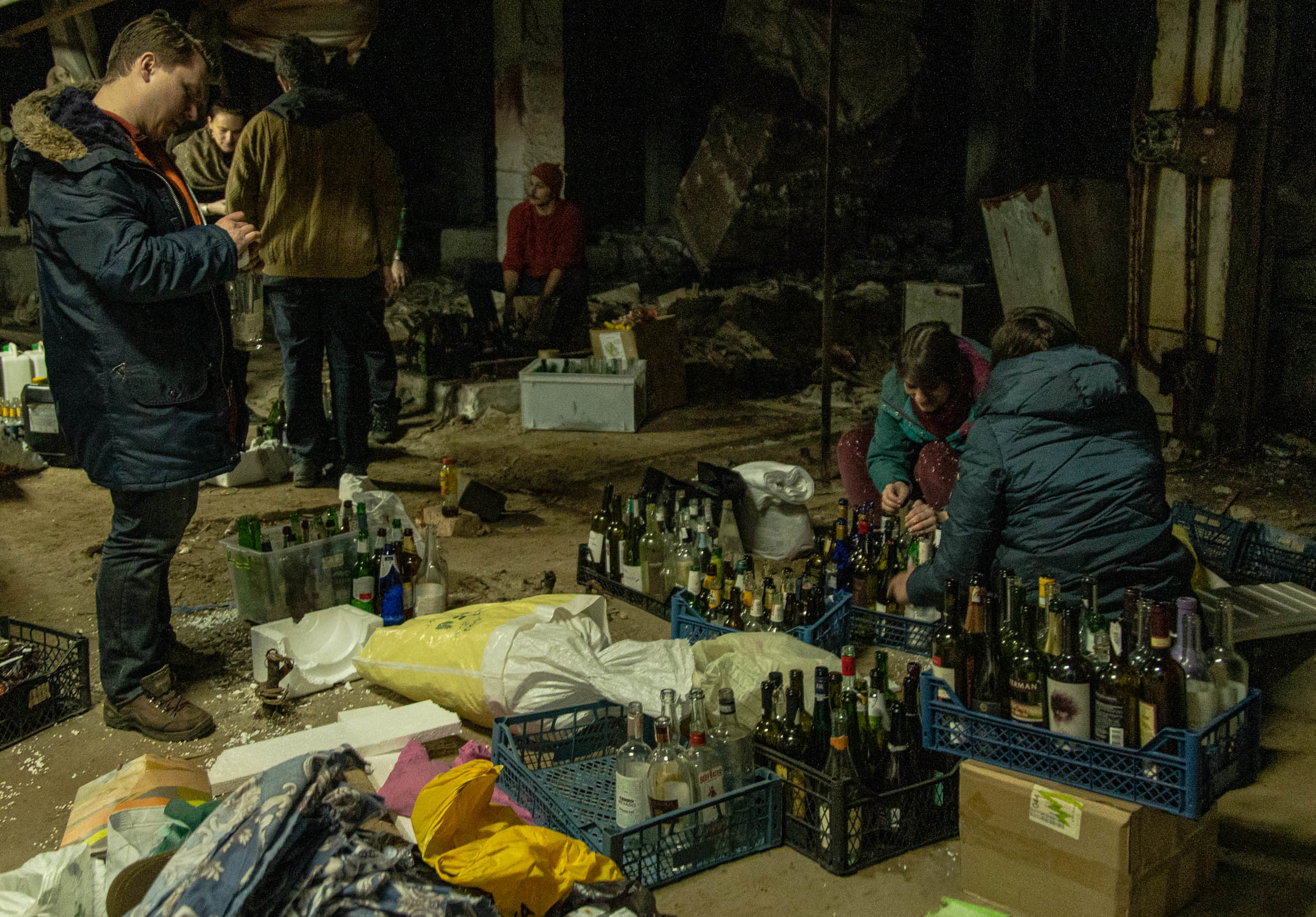
Civils a Kíiv preparant còctels Molotov per al seu ús durant la invasió russa d'Ucraïna de 2022.

Durant la Segona batalla de Falluja en 2004, el Cos de Marines dels Estats Units va emprar còctels molotov fets amb "una part de detergent líquid per a la roba, dues parts de gas" mentre aclarien les cases quan es fa contacte en una casa i cal cremar l'enemic. La tàctica "es va desenvolupar en resposta a les tàctiques de l'enemic" de guerra de guerrilles i, en particular, a les tàctiques de martiri que sovint provocaven baixes entre els marines nord-americans. El còctel era una alternativa menys expeditiva a les municions de morter de fòsfor blanc o als tancs de propà detonats amb C-4 (explosiu) C4 (anomenat "House Guest"), tots els quals van resultar eficaços per cremar els combatents enemics compromesos.
Durant la invasió russa d'Ucraïna de 2022, el Ministeri de Defensa ucraïnès va dir als civils que fessin còctels molotov, anomenats localment "Bandera batuts", per lluitar contra les tropes russes. El Ministeri de Defensa va distribuir una recepta per produir còctels Molotov als civils a través de la televisió ucraïnesa, que incloïa l'ús d'escuma de poliestirè com a agent espessidor per ajudar que el líquid ardent s'enganxi als vehicles o altres objectius. La cerveseria Pravda de Lviv va passar de fabricar cervesa a còctels Molotov. L'organització russa de control dels mitjans de comunicació Roskomnadzor va demanar a Twitter per no retirar les instruccions sobre com preparar i utilitzar còctels molotov, per la qual cosa Twitter va haver de pagar una multa de 3 milions de rubles (41.000 dòlars).

## Variants
En els còctels d'impacte, en lloc de metxa, s'utilitza àcid sulfúric i clorat de potassi. En llançar la bomba, el vidre es trenca i l'àcid entra en contacte amb el clorat potàssic, la qual cosa genera una forta reacció exotèrmica (augment brusc de la temperatura), que fa inflamar el combustible. A més dels danys pel foc, s'afegeix el dany corrosiu de l'àcid. Una altra característica de la bomba d'àcid és que en els enfrontaments nocturns no revela la posició del llançador. Típicament, en entorns de guerrilla urbana, no s'inclou en la composició oli mineral, sinó només benzina. Una altra manera d'aconseguir l'adherència de la flama a la superfície atacada és dissoldre en la benzina sabó en pols no detergent.
Com que un dels problemes dels còctels molotov és que poden encendre's a les mans de qui els llença hi ha una variant que ho evita. L'ampolla s'omple en tres quarts de benzina i un quart d'àcid sulfúric i es tanca hermèticament. Aleshores enganxen al seu exterior pastilles de potassa. En trencar-se l'ampolla el sulfúric i la potassa entren en contacte i provoquen una flama, que encén la benzina.